# Rhinolophus osgoodi
Rhinolophus osgoodi es una especie de murciélago de la familia Rhinolophidae. Su nombre es en honor a Wilfred Hudson Osgood.

## Distribución geográfica
Es  endémica de China.